# Mars (album van Upper Wilds)
Mars is het tweede studioalbum van de Amerikaanse noiserockband Upper Wilds.

## Productie
Voor dit album heeft de band samengewerkt met gastmuzikanten; Katie Eastburn, Jeff Rosenstock (Bomb The Music Industry!), Mark Shue (Guided by Voices) en Jason Binnick (The Flesh). Laatstgenoemde zou voor het volgende album Venus (2021) als bassist aansluiten bij de band. Allen verzorgden aanvullende zangpartijen op Mars.

## Stijl
De titel van het album en de thematiek van de liedteksten werden ingegeven door frontman Dan Friels fascinatie voor sciencefiction. Kolonisatie van de planeet Mars loopt als een rode draad door de teksten, waardoor het album als een conceptalbum gezien wordt. Waar Guitar Module 2017 nog synths bevat, zijn op Mars geluiden te horen die geproduceerd werden door stemmen te vervormen met pedalen. Ook werd er gebruik gemaakt van openbare audiofragmenten afkomstig van NASA.

## Ontvangst
Huw Baines van Post-Trash noemde het album "fabulous stuff". Frank Gesink van Written in Music omschreef de muziek als "massief en asociaal hard". Hij vroeg zich af of de muziek soms ook akoestisch gespeeld zou kunnen worden, een vraag die hij zelf beantwoordde door de popgevoeligheid te benoemen. Ook John Schaefer van New Sounds merkte op dat, als de noise weggelaten zou worden, de nummers akoestisch goed te beluisteren zouden zijn.
Steve John van Louder Than War herkende de sound van Guided by Voices (GBV) in de kruising tussen zwaar overstuurde gitaren en jaren '60-pop, nog voor hij erachter kwam dat GBV's bassist Mark Shue aanvullende zang verzorgde voor het nummer 'Mars'. Bekki Bemrose van AllMusic plaatste Upper Wilds met het album in hetzelfde rijtje als GBV en Sebadoh waar het een afwezigheid van "clean-cut production" betreft.
Een punt van kritiek werd geleverd door Bill Meyer van Magnet. Hij noemde de drumpartijen "staccato" en merkte op dat "these songs could do with a bit more looseness and wildness in the grooves".

## Nummers
| Nr. | Titel            | Duur |
| --- | ---------------- | ---- |
| 1.  | Dead Mall        | 4:32 |
| 2.  | Hellcoder        | 2:47 |
| 3.  | Skylab           | 3:08 |
| 4.  | Wine Flies       | 3:45 |
| 5.  | Perfect Eyesight | 3:05 |
| 6.  | Mars             | 5:28 |
| 7.  | Deimos           | 1:38 |
| 8.  | Caveman          | 4:19 |
| 9.  | Ex-Frontiers     | 6:05 |

## Personeel

### Bezetting
- Dan Friel (zang, gitaar)
- Zach Lehrhoff (bas, zang)
- Jeff Ottenbacher (drums)

### Aanvullend
- Jason Binnick (zang)
- Katie Eastburn (zang)
- Jeff Rosenstock (zang)
- Mark Shue (zang)
- Aaron Siegel (zang)